# Castilia eranites
Castilia eranites är en fjärilsart som beskrevs av William Chapman Hewitson 1857. Castilia eranites ingår i släktet Castilia och familjen praktfjärilar. Inga underarter finns listade i Catalogue of Life.

## Bildgalleri

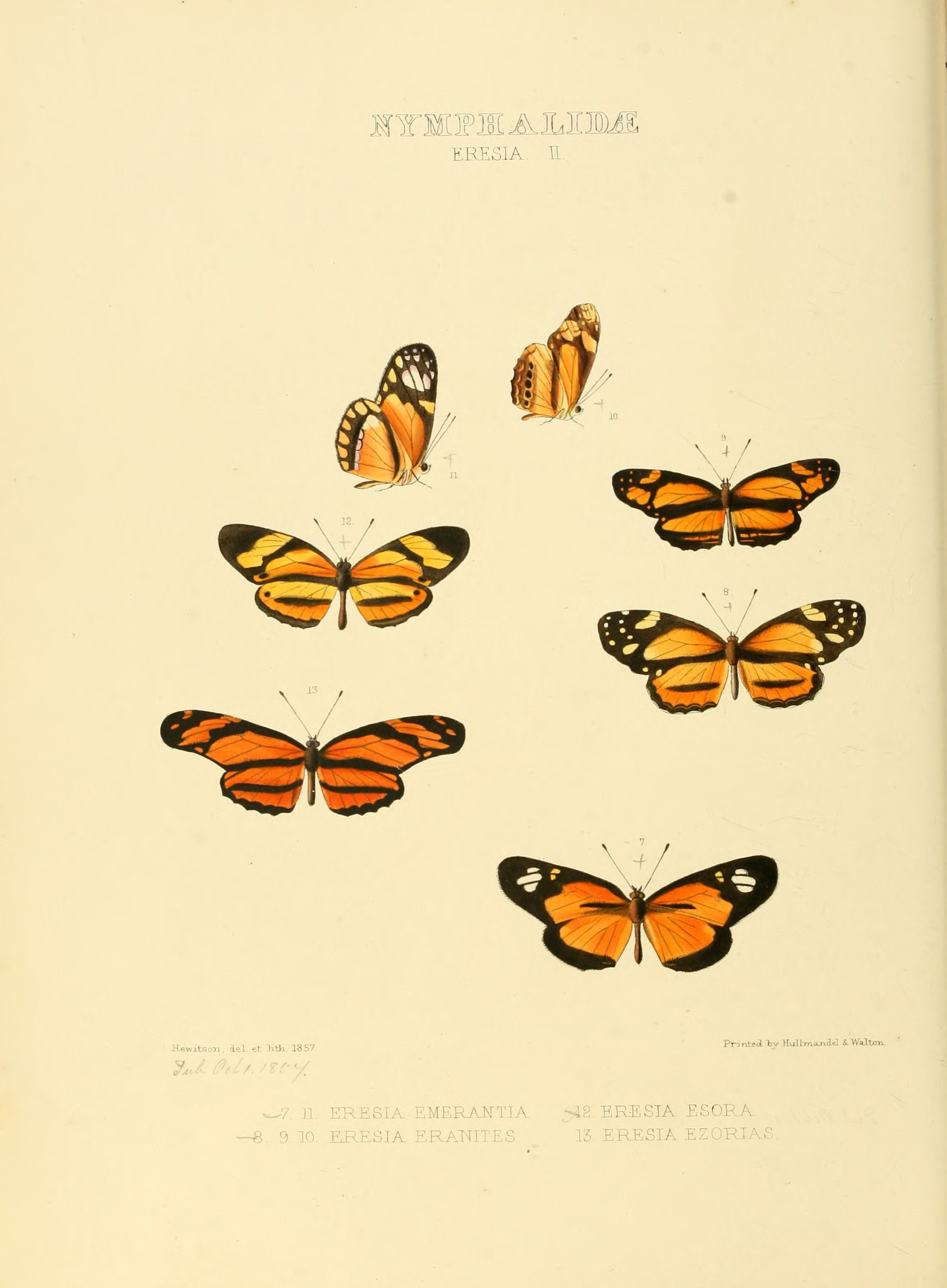